# Asthenolabus scutellatus
Asthenolabus scutellatus là một loài tò vò trong họ Ichneumonidae.